# Odon de Châtillon
Pour les articles homonymes, voir Odon.
Odon, ou Eudes de Lagery (né à châtillon-sur-Marne et mort vers le 31 mars 1101) est un cardinal français du XIe siècle. 
Il est un neveu du pape Urbain II. Il entre dans l'ordre des bénédictins dans l'abbaye de Cluny.
Le pape Urbain II le crée cardinal lors d'un consistoire de 1088. Odon participe à l'élection du pape Pascal II en 1099. Il participe au concile de Clermont et au concile de Melfi.